# 장대웅 (2005년)
장대웅(2005년 3월 16일 ~ )은 대한민국의 배우이다.

## 출연작

### 영화
- 《세자매》 (2021년) - 성운 역
- 《완벽한 타인》 (2018년) - 어린 강태수 역
- 《궁합》 (2018년) - 아이 1 역
- 《비밥바룰라》 (2018년) - 어린 덕기 역
- 《변성기》 (2017년, 단편) - 동수 역
- 《하루》 (2017년) - 동수 역
- 《국가대표 2》 (2016년) - 강민수 역
- 《오빠생각》 (2016년) - 희덕 / 합창단 역
- 《국제시장》 (2014년) - 어린 달구 역
- 《타짜: 신의 손》 (2014년) - 다세대파 아이들 역
- 《타임 포 세일》 (2013년) - 타임트레이더 역
- 《소원》 (2013년) - 영석친구 역
- 《5백만불의 사나이》 (2012년)
- 《Mr. 아이돌》 (2011년)
- 《베스트셀러》 (2010년) - 때국물 아이 역

### 드라마 & 시트콤
- 《돼지의 왕》 (티빙, 2022년) - 어린 최성규 역
- 《소년심판》 (넷플릭스, 2022년) - 이석현 역
- 《육룡이 나르샤》 (SBS, 2015년)
- 《눈길》 (KBS1, 2015년) - 최종길 역
- 《일편단심 민들레》 (KBS2, 2014년) - 코찔찔이 역
- 《KBS 드라마 스페셜 - 보미의 방》 (KBS2, 2014년) - 보미의 친구 역
- 《참 좋은 시절》 (KBS2, 2014년) - 찬수 역
- 《마녀의 연애》 (tvN, 2014년)
- 《미스코리아》 (MBC, 2013년) - 어린 오지석 역
- 《KBS 드라마 스페셜 - 오월의 멜로》 (KBS2, 2012년)
- 《청담동 살아요》 (JTBC, 2011년)
- 《오작교 형제들》 (KBS2, 2011년)
- 《절정》 (MBC, 2011년)
- 《매니》 (tvN, 2011년) - 동수 역